# Ragnar Petri
Ragnar Ralf Petri, född 4 december 1921 i Antwerpen, död 27 september 2016 i Sarasota, USA, var en svensk diplomat.

## Biografi
Petri var son till generalkonsul Harald Petri och gymnasiedirektör Hervor Janson. Han tog juris kandidatexamen 1948 och blev attaché vid Utrikesdepartementet (UD) 1948. Petri tjänstgjorde i Frankfurt am Main 1949, Washington, D.C. 1950, Tokyo 1951 och vid UD 1953. Han var ställföreträdande medlem av Neutrala nationernas övervakningskommission i Korea 1955, tjhänstgjorde i Antwerpen 1956, vid UD 1956, Berlin 1957, vid UD 1959, Chicago 1960, Warzawa 1965 och Madrid 1969. Petri var tillförordnad chargé d’affaires i Quito 1972, sändebud i Kinshasa 1976, jämväl Brazzaville, Libreville och Yaoundé 1977. Han var därefter ambassadör i Bogotá 1979-1982 och Panama City 1980-1982 samt hade särskilt uppdrag vid UD 1983.
Petri gifte sig 1956 med Ingrid Burdin (född 1931), dotter till direktör Gylfe Burdin och Elsa Tharaldsen. Efter sin pensionering 1983 bosatte sig makarna Petri i Sarasota, Florida, USA..  Petri avled 27 september 2016 i Sarasota, Florida, USA. 